# Demo 2003
Demo 2003 – jest pierwszym demem grupy muzycznej Equilibrium. Demo zostało limitowane do 200 ręcznie podpisanych sztuk.
Na płycie jest niewymienione we wkładce Outro, które trwa 01:43.
Utwory od 3 do 7 zostały ponownie nagrane na albumie studyjnym Turis Fratyr w 2005 roku.

## Lista utworów
1. "Wigrid" (instrumentalny) – 01:38
2. "Nach dem Winter" – 04:46
3. "Unter der Eiche" – 04:49
4. "Met" – 02:26
5. "Heidalls Ruf" (instrumentalny) – 01:45
6. "Die Prophezeiung" – 05:10
7. "Nordheim" – 05:30
8. "Outro" (instrumentalny) – 01:43

## Twórcy
- Helge Stang – wokal
- René Berthiaume – gitara elektryczna
- Andreas Völkl – gitara elektryczna
- Sandra Völkl – gitara basowa
- Julius Koblitzek – perkusja